# Pomponema segregatum
Pomponema segregatum är en rundmaskart som beskrevs av Christian Wieser 1959. Pomponema segregatum ingår i släktet Pomponema och familjen Cyatholaimidae. Inga underarter finns listade i Catalogue of Life.